# Подол (Нюксенский район)
Подол — упразднённая деревня в Нюксенском районе Вологодской области.
Входит в состав Нюксенского сельского поселения (с 1 января 2006 года по 8 апреля 2009 года входила в Бобровское сельское поселение), с точки зрения административно-территориального деления — в Бобровский сельсовет.
Расстояние до районного центра Нюксеницы по автодороге — 63 км. Ближайшие населённые пункты — Нагорье, Угол, Панфилиха.
По данным переписи в 2002 году постоянного населения не было.
Упразднена 9 мая 2020 года.